# Municipio de Meadows (Carolina del Norte)

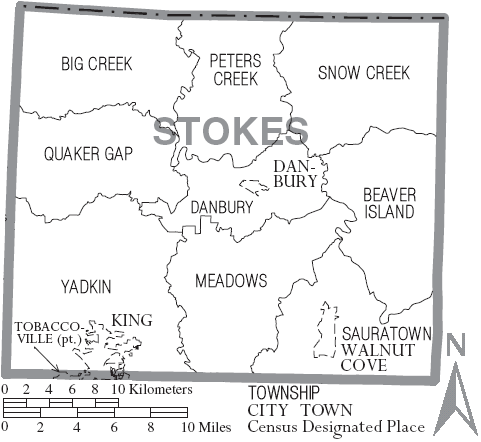
Mapa del condado de Stokes. Abajo, al centro, Meadows Township

Meadows Township es un municipio del condado de Stokes, Carolina del Norte, Estados Unidos. Según el censo de 2020, tiene una población de 4890 habitantes.
Es una subdivisión exclusivamente geográfica, puesto que el estado de Carolina del Norte ya no utiliza la herramienta de los townships como gobiernos municipales.

## Geografía
Está ubicado en las coordenadas 36°19′32″N 80°12′13″O / 36.32556, -80.20361 (36.325497, -80.203574).